# Al-Imam al-Hadrami
Abū Bakr Muḥammad ibn al-Ḥasan al-Murādī al-Ḥaḍramī (arabe : أبو بكر محمد بن الحسن المرادي الحضرمي) ou el Mûradi Al Hadrami ou al-Sayh al imâm Al Hadrami est un théologien et juriste islamique nord-africain du XIe siècle. Il est mort en 1095.

## Biographie
Al-Hadrami est né dans la ville de Kairouan, dans l'actuelle Tunisie, au sein d'une famille arabe originaire de la région de l'Hadramaout, dans le sud de la péninsule arabique. C'est dans sa ville natale qu'il a reçu son éducation avec Abu Imran al-Fasi en tant que camarade d’études. Ibn Baskuwal rapporte qu'al-Hadrami a séjourné en 1094 pour une brève période à Cordoue.
Lors de la conquête almoravide d'Azougui, située près d'Atar dans l'actuelle Mauritanie, Abou Bakr ben Omar ramena avec lui al-Hadrami. À Azougui, il servait de cadi jusqu'à sa mort en 1095.
Al-Hadrami est l'auteur de plusieurs traités politiques et théologiques.
À partir de la seconde moitié du XVIIe siècle, la mémoire d'al-Hadrami commence à réapparaître dans la tradition orale locale mauritanienne, lancée par la "redécouverte" de sa tombe à Azougui. Dans ces contes populaires, il est décrit comme un marabout mystique et un thaumaturge.

## Œuvre
Al-Hadrami est l’auteur de plusieurs traités de théologie et politique. Son seul ouvrage survivant est le Kitâb al-Ishâra (Traité de bonne conduite princière), un traité éthique du genre des miroirs des princes. Il donne des conseils sur toute une série de sujets tels que la bonne gouvernance, la sélection des conseillers, le chef sur le champ de bataille, et les occasions de clémence et de pardon.

## Récupération d'al-Hadrami post-mortem
À cause de la "redécouverte" de sa tombe dans la seconde moitié du XVIIe siècle à Azougui par un individu de la tribu Smasid, le souvenir d'al-Hadrami commence à réapparaître et des miracles lui ont été attribués. Selon la tradition orale locale, il a joué un rôle décisif dans le siège almoravide d'Azougui. Ainsi, les habitants primitifs d'Azougui, les mystérieux Bafour, chassaient les antilopes avec des meutes de chiens, qui étaient également utilisés contre leurs ennemis. C'est pourquoi la ville était connue sous le nom de Madinat al-Kilab, ville des chiens. Selon cette légende, al-Hadrami a neutralisé les chiens miraculeusement, permettant aux Almoravides de conquérir la région, bien qu'il soit mort pendant la bataille. La tradition populaire rapporte une seconde "redécouverte" de la tombe d'al-Hadrami au XVIIIe siècle.
Au-delà de la signification eschatologique de la "redécouverte", les chercheurs interprètent ces contes populaires comme une stratégie de légitimation au sein d’un conflit tribale, animé par les Smasid venus de Chinguetti au détriment des  Idaysilli locales.
Dans le cimetière, situé à environ 300 m des ruines de l'enceinte almoravide d'Azougui, le cénotaphe d'al-Hadrami toujours fait objet d’une grande vénération. Il s'agit d'un petit volume cubique de maçonnerie sèche sans aucune décoration. 